# 4265 Kani
4265 Kani eller 1989 TX är en asteroid i huvudbältet som upptäcktes den 8 oktober 1989 av de båda japanska astronomerna Toshimasa Furuta och Yoshikane Mizuno vid Kani-observatoriet. Den är uppkallad efter den japanska staden Kani.
Asteroiden har en diameter på ungefär 14 kilometer.